# Saint-Adjutory
Saint-Adjutory – miejscowość i gmina we Francji, w regionie Nowa Akwitania, w departamencie Charente.
Według danych na rok 1990 gminę zamieszkiwały 334 osoby, a gęstość zaludnienia wynosiła 24 osób/km² (wśród 1467 gmin regionu Poitou-Charentes Saint-Adjutory plasuje się na 684. miejscu pod względem liczby ludności, natomiast pod względem powierzchni na miejscu 638.).